# Highland (sång)
Highland är en sång framförd av den svenska popgruppen One More Time. Den skrevs av Nanne Grönvall och Peter Grönvall och gavs ut på singel 1992. Den kom att bli gruppens största internationella framgång, och nådde bland annat andraplatsen på den svenska singellistan. Låten finns med på gruppens studioalbum Highland från 1992.
En cover av låten finns med på Blackmore's Nights album Autumn Sky.

## Låtlista
Vinyl 7" CNR
1. "Highland" - 5:22
2. "Vitality" - 4:55

Vinyl 7" PWL
1. "Highland (edited version)" - 4.32
2. "Vitality" - 4.55

Vinyl 12" PWL
1. "Highland (complete version)" - 5.22
2. "Vitality" 4.55
3. "Highland (edited version)" - 4.32

Kassett PWL
1. "Highland (edited version)" - 4.32
2. "Vitality" - 4.55

CD5 CNR (Sverige)
1. "Highland (edited version)" - 4.32
2. "Highland (complete version)" - 5.22
3. "Vitality" - 4.55

CD5 PWL (England)
1. "Highland (edited version)" - 4.32
2. "Highland (complete version)" - 5.22
3. "Vitality" - 4.55

CD5 Ultrapop (Tyskland)
1. "Highland (edited version)" - 4.32
2. "Highland (complete version)" - 5.22
3. "Vitality" - 4.55

CD5 KONGA (Spanien)
1. "Highland (edited version)" - 4.32
2. "Highland (complete version)" - 5.22
3. "Vitality" - 4.55

CD5 Pappersomslag Touch of Gold / Polygram (Frankrike)
1. "Highland (edited version)" - 4.32
2. "Highland (complete version)" - 5.22

CD5 Touch of Gold / Polygram (Frankrike)
1. "Highland (edited version)" - 4.32
2. "Highland (complete version)" - 5.22
3. "Vitality" - 4.55

## Listplaceringar
| Lista (1992-1993)    | Topplacering |
| -------------------- | ------------ |
| Belgien              | 1            |
| Sverige              | 2            |
| Sverige Trackslistan | 3            |
| Nederländerna        | 20           |
| Tyskland             | 39           |